# マヌエル・ロドリゲス愛国戦線
マヌエル・ロドリゲス愛国戦線  (マヌエル・ロドリゲスあいこくせんせん、スペイン語:Frente Patriótico Manuel Rodríguez、略称：FPMR）はチリに存在した左翼政党、その分派集団。
チリ共産党の軍事部門として1983年12月14日に設立された組織であり、1986年9月にアウグスト・ピノチェト暗殺未遂事件を引き起こす。組織名はチリ独立の英雄の1人であるロドリゲス・エルドイサ (Manuel_Rodríguez_Erdoíza) に由来する。
1987年以降、チリ共産党指導下の主流派は武装闘争路線を休止していくが、反主流派が分派して活動を継続していく。反主流派は1991年に在チリ・アメリカ大使館を襲撃するなど活動を続けており、2000年代にチリ国内で発生した連続爆破事件にも関与したとされている。